# مفصل حلقي طرجهالي
المفصل الحلقي الطرجهالي (بالإنجليزية: Cricoarytenoid articulation)‏ هو مفصل يربط بين الغضروف الحلقي والغضروف الهرمي.

## وصلات خارجية
- درسٌ تشريحي حول lesson11 مُعدٌ بواسطة ويسلي نورمان (جامعة جورجتاون). (larynxskel2)